# Phyllophaga gigantissima
Phyllophaga gigantissima is een keversoort uit de familie bladsprietkevers (Scarabaeidae). De wetenschappelijke naam van de soort is voor het eerst geldig gepubliceerd in 1942 door Saylor.